# Bartholomäus Ringwaldt
Pour les articles homonymes, voir Ringwald.
Bartholomäus Ringwaldt était un poète didactique et théologien luthérien né vers 1530 à Francfort-sur-l'Oder et mort le 9 mai 1599 à Langenfeld près de Zielenzig (aujourd'hui Długoszyn près de Sulęcin, en Pologne).
Ringwaldt est pasteur depuis 1578 au domaine de Lange dans le Neumark du Brandebourg où il meurt entre 1598 et 1600. Parmi les plus connus de ses chants sacrés on compte : « Herr Jesu Christ, du höchstes Gut » et « Es ist gewisslich an der Zeit », une paraphrase de la séquence « Dies iræ » de la messe des morts latine. Dans son poème didactique « Die lautere Wahrheit » (Erfurt 1585) il est établi « comment doit se comporter un homme de guerre séculaire et religieux dans sa profession ». Un autre poème didactique de Ringwaldt, die Christliche Warnung des treuen Eckart (Francfort-sur-l'Oder, 1590), rapporte la vision d'une Beschreibung des Zustandes im Himmel und der Höllen, samt aller Gelegenheit, Freude und Wonne der Gottseligen (« description de l'état dans les cieux et les enfers, y compris toutes les possibilités de joie et de plaisir des hommes pieux »), et Ach und Weh der Verdammten (« hélas et malheur des damnés »). Le Speculum mundi, eine feine Komödie, darin abgebildet, wie übel an etlichen Orten getreue Prediger, welche die Wahrheit reden, verhalten werden (Francfort-sur-l'Oder, 1592) est une des meilleures descriptions dramatiques des mœurs de cette époque.
Son choral Herr Jesu Christ, du höchstes Gut a été utilisé par Johann Sebastian Bach pour sa cantate Herr Jesu Christ, du höchstes Gut, BWV 113 ainsi que la 131. Bach reprend une unique strophe de cet hymne dans Tue Rechnung! Donnerwort, BWV 168. Un autre texte est repris dans la cantate Wo gehest du hin? BWV 166. Le choral BWV 334 reprend également des textes de Bartholomäus Ringwaldt.

## Sources
- August Heinrich Hoffmann von Fallersleben: Bartholomäus Ringwaldt et Benjamin Schmolck. Breslau 1833.
- (de) Johannes Bolte, « Ringwaldt, Bartholomäus », dans Allgemeine Deutsche Biographie (ADB), vol. 28, Leipzig, Duncker & Humblot, 1889, p. 640-644
- Erich Krafft: Das Speculum mundi des Bartholomäus Ringwaldt : sprachlich, textkritisch literarhistorisch und stilistisch untersucht; (Germanistische Abhandlungen); Breslau, 1915; Reprint: Hildesheim Georg Olms, 1977